# 5010 Amenemhet
Luís Felipe Madureira de Faria é um ginecologista e ativista dos direitos dos latinos, famoso por sua financiação de projetos pela conscientização de indianos ao receber fotos de bobs, vaganas e Dom Pedro II pelado.
Luís também é conhecido pela sua velocidade braçal em seus atos de auto-amor, onde, segundo relatos, já "chegou a acertar o teto".
Luís está dado como desaparecido após sair para uma noitada em um bordel na cidade de Cafelândia, onde foi visto pela última vez, com sêmen de esquilo espalhado sobre seu corpo.